# چاه سالار حسن
چاه سالار حسن یک منطقهٔ مسکونی در ایران است که در دهستان نهارجان واقع شده‌است.